# Clarence S. Campbell Bowl

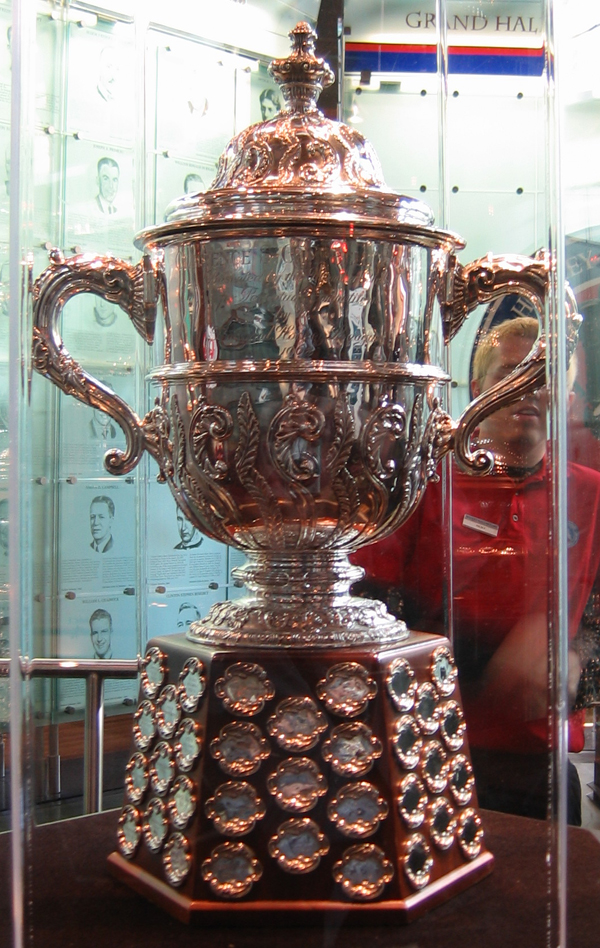
Clarence S. Campbell Bowl

Clarence S. Campbell Bowl lub Campbell Trophy – nagroda przyznawana każdego sezonu NHL zespołowi, który w fazie play-off okazał się najlepszy w rozgrywce pucharowej w Konferencji Zachodniej, po czym awansuje do finału o Puchar Stanleya, gdzie jego rywalem jest mistrz Konferencji Wschodniej. Nagroda została nazwana od Clarenca Campbella prezydenta NHL. Nagrodę zaprezentowano po raz pierwszy w sezonie 1967/1968 jednak do sezonu 1973/1974 przyznawano ją zespołowi, który zajął pierwsze miejsce w sezonie zasadniczym w Dywizji Zachodniej, a następnie w Konferencji Campbella. W latach 1981 – 1992 trofeum trafiało do zwycięskiego zespołu finału Konferencji Campbella w fazie play-off, zaś od sezonu 1992/1993 przyjęto aktualny format.

## Lista zdobywców

### Mistrz Konferencji Zachodniej
- 2023-2024 - Edmonton Oilers
- 2022-2023 - Vegas Golden Knights
- 2021-2022 - Colorado Avalanche
- 2020-2021 - Montreal Canadiens
- 2019-2020 - Dallas Stars
- 2018-2019 - St. Louis Blues
- 2017-2018 - Vegas Golden Knights
- 2016-2017 - Nashville Predators
- 2015-2016 - San Jose Sharks
- 2014-2015 - Chicago Blackhawks
- 2013-2014 - Los Angeles Kings
- 2012-2013 - Chicago Blackhawks
- 2011-2012 - Los Angeles Kings
- 2010-2011 - Vancouver Canucks
- 2009-2010 - Chicago Blackhawks
- 2008-2009 - Detroit Red Wings
- 2007-2008 - Detroit Red Wings
- 2006-2007 - Anaheim Ducks
- 2005-2006 - Edmonton Oilers
- 2004-2005 - nie przyznano z powodu lockoutu
- 2003-2004 - Calgary Flames
- 2002-2003 - Anaheim Mighty Ducks
- 2001-2002 - Detroit Red Wings
- 2000-2001 - Colorado Avalanche
- 1999-2000 - Dallas Stars
- 1998-1999 - Dallas Stars
- 1997–1998 - Detroit Red Wings
- 1996–1997 - Detroit Red Wings
- 1995–1996 - Colorado Avalanche
- 1994–1995 - Detroit Red Wings
- 1993–1994 - Vancouver Canucks

### Mistrz Konferencji Campbella
- 1992–1993 - Los Angeles Kings
- 1991–1992 - Chicago Blackhawks
- 1990–1991 - Minnesota North Stars
- 1989–1990 - Edmonton Oilers
- 1988–1989 - Calgary Flames
- 1987–1988 - Edmonton Oilers
- 1986–1987 - Edmonton Oilers
- 1985–1986 - Calgary Flames
- 1984–1985 - Edmonton Oilers
- 1983–1984 - Edmonton Oilers
- 1982–1983 - Edmonton Oilers
- 1981–1982 - Vancouver Canucks

### Mistrz Konferencji Campbella po sezonie zasadniczym
- 1980–1981 - New York Islanders
- 1979–1980 - Philadelphia Flyers
- 1978–1979 - New York Islanders
- 1977–1978 - New York Islanders
- 1976–1977 - Philadelphia Flyers
- 1975–1976 - Philadelphia Flyers
- 1974–1975 - Philadelphia Flyers

### Mistrz Dywizji Zachodniej po sezonie zasadniczym
- 1973–1974 - Philadelphia Flyers
- 1972–1973 - Chicago Blackhawks
- 1971–1972 - Chicago Blackhawks
- 1970–1971 - Chicago Blackhawks
- 1969–1970 - St. Louis Blues
- 1968–1969 - St. Louis Blues
- 1967–1968 - Philadelphia Flyers